# Talsperre Kaeng Krachan
Die Talsperre Kaeng Krachan ist eine Talsperre mit Wasserkraftwerk im Landkreis Kaeng Krachan, Provinz Phetchaburi, Thailand. Sie staut den Phetchaburi zu einem Stausee auf.
Die Talsperre dient der Stromerzeugung, der Bewässerung, der Trinkwasserversorgung und dem Tourismus. Mit ihrem Bau wurde 1961 begonnen; sie wurde 1966 fertiggestellt. Das zugehörige Kraftwerk wurde von November 1971 bis August 1974 errichtet. Die Talsperre ist im Besitz der Electricity Generating Authority of Thailand (EGAT) und wird auch von dieser betrieben.

## Absperrbauwerk
Das Absperrbauwerk ist ein Erdschüttdamm mit einer Höhe von 58 m. Die Länge der Dammkrone beträgt 760 m; ihre Breite liegt bei 8 m. Die Dammkrone besitzt eine Höhe von 106 m über dem Meeresspiegel. Rechts des Hauptdamms liegen zwei Nebendämme.

## Stausee
Bei maximalem Stauziel erstreckt sich der Stausee über eine Fläche von rund 46,5 km² und fasst 710 Mio. m³ Wasser. Der Stausee liegt im Nationalpark Kaeng Krachan.

## Kraftwerk
Die installierte Leistung des Kraftwerks beträgt mit einer Turbine 19 MW. Die Jahreserzeugung liegt bei 70 Mio. kWh. Von November 2008 bis Mai 2010 wurde das Kraftwerk renoviert. Das Maschinenhaus befindet sich am Fuße der Talsperre in der Mitte des Hauptdamms.